# Hagbard y Signy

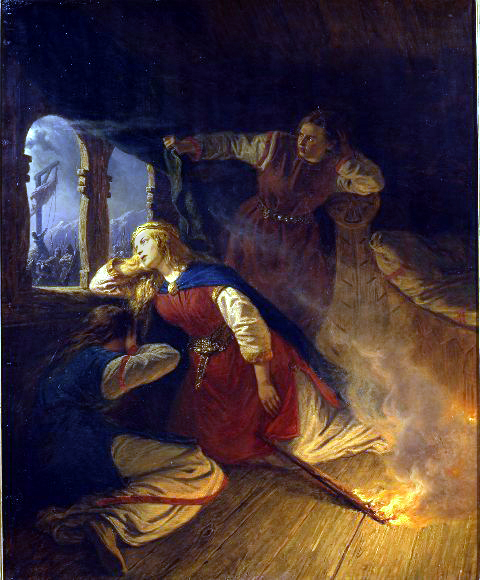
"Signhild" (1861) de Josef Wilhelm Wallander.

Hagbard y Signe (Signy) (en la era vikinga) o Habor y Sign(h)ild (en la Edad Media y posterior) fueron una pareja de amantes en la mitología y folclore escandinavos cuya leyenda fue ampliamente popular. Las conexiones de los héroes con otros personajes legendarios sitúan los eventos en el siglo V d. C.. Hagbard y su hermano Haki eran famosos reyes del mar (ver Haki por sus batallas por el trono de Suecia). Al igual que el nombre Hagbard (Hagbarðr), se cree que la leyenda tiene orígenes germánicos continentales.

## Trama
Durante los siglos de popularidad, la historia experimentó cambios. La versión más completa proviene de la Gesta Danorum (libro 7) de Saxo.
Hagbard era hijo de Haamund, mientras que Signy era la hija de Sigar. En cierta ocasión, mientras Hagbard y sus hermanos saqueaban, se enfrascaron en una batalla con los hermanos de Signy. La lucha era pareja y finalmente decidieron buscar la paz. Hagbard siguió a los hermanos de Signy y logró estar a solas con ella en secreto. A pesar de que ella estaba más interesada en Haki, el hermano más famoso, le prometió su amor.
Cuando un noble alemán propuso matrimonio a Signy, quedó claro que ella prefería a Hagbard. El alemán empezó a intrigar y generó hostilidad entre los dos grupos de hermanos. Esto desencadenó una batalla en la que los hermanos de Hagbard fueron asesinados. En honor a su deber, Hagbard se vio obligado a matar a los hermanos de Signy y al pretendiente alemán.
Para encontrarse con Signy, Hagbard se disfrazó de mujer y afirmó ser la doncella guerrera de su hermano Haki. Haki no había participado en las batallas con los hermanos de Signy y era aquel a quien realmente ella había deseado. Sin embargo, Hagbard confiaba en la promesa de amor que Signy le había hecho.
Vestido como mujer, Hagbard fue invitado a dormir entre las criadas de Signy. Cuando estas lavaron sus piernas, le preguntaron por qué eran tan peludas y por qué sus manos estaban tan callosas. A causa de esto, ideó un ingenioso verso para explicar su extraña apariencia. Signy, comprendiendo que era Hagbard quien había venido a verla, les explicó a las criadas que su verso era verídico.
Durante la noche, intercambiaron promesas de amor eterno y fidelidad. Estas promesas llenaron a Hagbard de tal placer que no temía encontrarse con su padre y hermanos si lo descubrían saliendo de su cámara.
Hagbard fue engañado por las criadas y arrestado por los hombres de Sigar. Se defendió bien y mató a muchos de los hombres. Sin embargo, fue derrotado y llevado ante el thing, donde la gente tenía opiniones divergentes. Algunos sostenían que debía ser ejecutado, mientras que otros afirmaban que sería una vergüenza perder a un guerrero tan valiente. Se decidió que el honor del rey debía ser protegido y Hagbard fue condenado a muerte.
Se erigieron las horcas, mientras la reina le ofrecía una bebida para saciar su sed. Se burló de él, pero Hagbard respondió: "Beberé un último brindis, y tomo el cuerno de la muerte con la misma mano con la que envié a tus dos hijos a la diosa Hela. No moriré sin venganza". Entonces, arrojó el cuerno sobre su cabeza para que la hidromiel le corriera por la cara.
Durante este tiempo, Signy se encontraba entre sus doncellas llorosas, preguntándoles si estaban dispuestas a seguirla a donde sea que fuera. Llorando, les dijo que moriría con el único hombre a quien había abrazado en la vida. Luego les pidió que prendieran fuego a su cámara tan pronto como el vigilante diera la señal de la ejecución. Todas juraron morir con ella.
Hagbard fue llevado a una colina que lleva su nombre para ser ahorcado. Con el fin de poner a prueba la fidelidad de su prometida, pidió a los verdugos que primero colgaran su abrigo. Explicó que le agradaría tener una impresión de cómo luciría cuando estuviera muerto.
Su último deseo fue concedido, y el vigilante, pensando que era Hagbard quien estaba siendo ahorcado, así lo señaló a las doncellas que se habían reunido alrededor de Signy en el fuerte de la colina. Las doncellas prendieron fuego a la casa y se ahorcaron en las llamas.
Cuando Hagbard vio que el fuerte del rey estaba en llamas, sintió más alegría por la fidelidad de su amada que tristeza por su propia muerte inminente. Exclamó poéticamente su felicidad, y fue inmediatamente ahorcado.

## Adaptaciones
La canción de Hagbard og Signe (TSB D 430) fue muy popular y se cantó en toda Escandinavia durante siglos. También ha sido objeto de análisis académico de diversas maneras. Se ha afirmado que se cantaba tan temprano como en el siglo XIII, y en Suecia existen muchas versiones que van desde rimas manuscritas de principios del siglo XVII hasta dieciocho cuadernillos impresos que datan del período 1638-1839. En el siglo XVII, parece haber sido la canción popular más popular de Suecia. También había muchas versiones en Dinamarca y Noruega. Dentro de las versiones modernas se encuentran la de Ragnhild Furholt, cantante folclórica noruega hija del músico folclórico Halvdan Furholt, en su álbum Lån Meg Vengjene, interpretación de la traducción del musicólogo Ole Mørk Sandvik; y la versión de Sten Lerche, profesor y músico danés, en su álbum Skjaldens sange. 
En países como Dinamarca o Suecia suele ser interpretada esta leyenda en obras de teatro y musicales en las escuelas durante las clases de teatro, música o literatura.
En 1967 se estrenó una película de coproducción internacional llamada Hagbar y Signe o Den røde kappe (La capa roja), dirigida por el director, guionista y actor danés Gabriel Axel, con Gitte Hænning como Signe.

## Ubicaciones

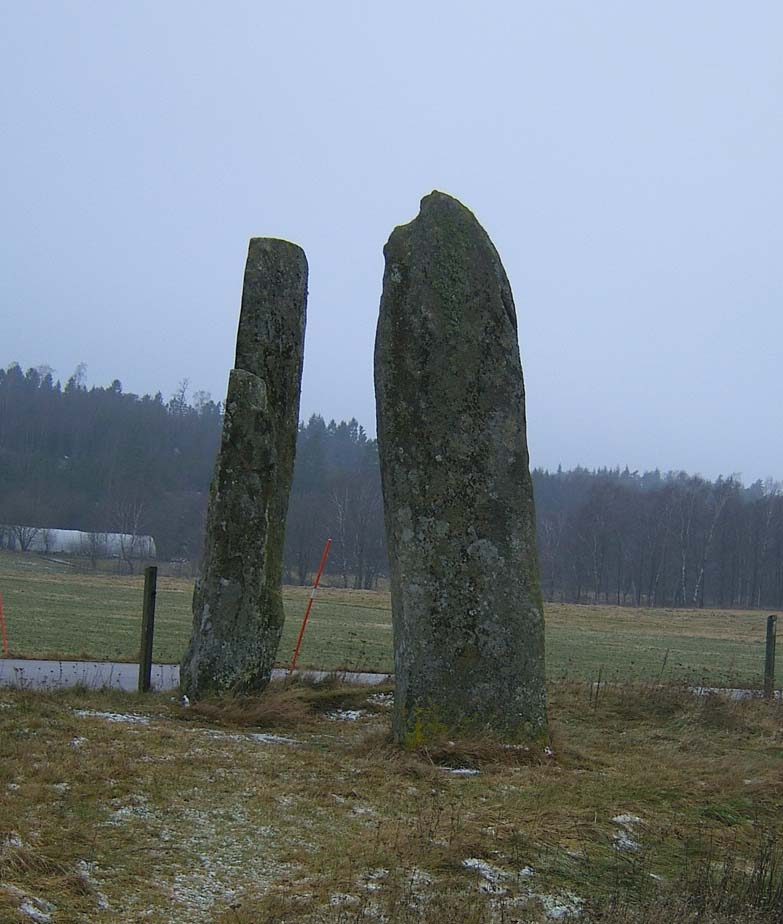
La horca de Hagbard, un monumento megalítico en Halland, Suecia.

Los daneses afirmaron desde muy temprano que el nombre "Sigari oppidum" (fuerte de Sigar) se refería a Sigerstad en Halland, Suecia, entre Halmstad y Falkenberg, donde hay muchos monumentos relacionados con la leyenda, como la horca de Hagbard, las piedras de Hagbard, la colina de Siger, la cámara de Signy, el pozo de Signy y el túmulo de Hagbard. Todos estos monumentos se mencionan en Tuneld, Geografie Ofver Konungariket Swerige (1793).
Un segundo danés escribió en 1779 que la ubicación más probable estaba en Blekinge, donde hay un roble de Hagbard y una cámara de Signy. También hay una ubicación en Närke llamada Segersjö (lago de Sigar) que tiene dos túmulos llamados túmulo de Hagbard y túmulo de Signy. También hay ubicaciones en Noruega.
Laurentius Petri escribió en la Svenska Krönikan (Crónica sueca) en 1559 que había muchas tradiciones sobre Habardh y Signill. Según las canciones, Hagbard no era sueco, sino hijo de un rey noruego, y Signy era una princesa sueca. Las canciones también relataban que Hagbard fue ahorcado no lejos de Sigtuna en Uppland, donde había una llanura llamada la llanura de Hagbard en la parroquia de Håtuna.
Esto situaba los eventos en la Antigua Sigtuna, una versión que Johannes Messenius quería confirmar en Sveopentaprotopolis (1611). Argumentó que los nombres en el área de la Antigua Sigtuna contradecían las afirmaciones danesas de una ubicación danesa. Más tarde, en Scondia illustrata, contradijo sus afirmaciones y dijo que Signill era más bien una princesa danesa y Habor un noruego. Sin embargo, en 1612, reafirmó que Signy era una princesa sueca, en la Antigua Sigtuna.
En 1678, la Antigua Sigtuna fue renombrada Sighildsberg en honor a Signy. El interés continuó sin disminuir durante siglos.